# کورپوریشین پنترا
کورپوریشن پَنتِرا (به انگلیسی:Panthera Corporation) یا پنترا یک سازمان خیریه است که به حفظ گربه‌های وحشی و اکوسیستم آنها در سرتاسر جهان اختصاص دارد. پنترا که در سال ۲۰۰۶ تأسیس شد، به حفاظت از ۴۰ گونه گربه وحشی جهان و اکوسیستم‌های وسیعی که در آنها زندگی می‌کنند اختصاص داده شده‌است. تیم آنها متشکل از زیست‌شناسان، دانشمندان داده، کارشناسان مجری قانون و حامیان گربه‌های وحشی هفت گونه گربه‌های بزرگ را مطالعه و مورد حافظت قرار می‌دهند: یوزپلنگ، جگوار، پلنگ، شیر، شیر کوهی، پلنگ برفی و ببر. پنترا همچنین استراتژی‌های حفاظتی هدفمندی را برای در معرض خطرترین و نادیده گرفته‌شده‌ترین گربه‌های کوچک جهان، مانند گربه‌های ماهیگیری، پلنگچه و گربه‌های آند ایجاد می‌کند. این سازمان دفاتری در شهر نیویورک و اروپا و همچنین دفاتری در آمریکای جنوبی، آمریکای جنوبی، آفریقا و آسیا دارد.

## بنیانگذاران و رهبری
پنترا توسط دانشمند آمریکایی آلن رابینوویتس و کارآفرین آمریکایی توماس اس. کاپلان تأسیس شد. کاپلان قبلاً به عنوان رئیس هیئت امنای پنترا خدمت می‌کرد، در سال ۲۰۲۱ جاناتان ایرز جانشین او شد. کاپلان در حال حاضر رئیس اتحادیه جهانی گربه‌های وحشی است. رابینوویتس اولین رئیس و مدیرعامل آن از سال ۲۰۰۱ تا ۲۰۱۷ بود تا این که دانشمند فرانسوی فرد لونی جانشین وی شد. دکتر رابینوویتس در سال ۱۹۸۶ به تأسیس اولین مکان حفاظت شده جگوار در جهان در بلیز کمک کرد، و نیروی محرکه اصلی راهگذر جگوار بود که جمعیت‌های جگوار را در سراسر محدوده خود، از مکزیک تا آرژانتین، به هم متصل می‌کند.

## پروژه‌ها

### پروژه‌های آسیا و خاورمیانه
در آسیا، پروژه ببرها برای همیشه پنترا در حال برنامه‌ریزی یک کریدور طولانی ۵۰۰۰ مایلی (۸۰۰۰ کیلومتری) از بوتان تا میانمار برای جمعیت ببرهای وحشی است. این کریدور همچنین شامل زمین‌هایی در شمال شرقی هند، تایلند و مالزی و احتمالاً لائوس، کامبوج و ویتنام خواهد بود.
کار پنترا در خاورمیانه بر شبه جزیره عربستان متمرکز است. با حمایت ارائه شده توسط کمیسیون سلطنتی العلی، تمرکز زیادی بر روی پلنگ، و به‌طور خاص بر بازسازی و حفاظت از پلنگ در پادشاهی عربستان سعودی وجود دارد.

## یادداشت
1. ↑  "Panthera: Partners in Wild Cat Conservation". Retrieved 22 May 2010.
2. 1 2  Davidson, Max (2009-08-11). "Tom Kaplan: 'I have big plans for big cats'". The Telegraph. Archived from the original on 2009-08-14. Retrieved 2016-08-05.
3. ↑  "Jonathan Ayers to chair Panthera board of directors". animalhealthdigest.com. Retrieved 2022-09-27.
4. ↑  "World's Small Wild Cats Get A Major Conservation Boost". WorldAtlas (به انگلیسی). 2021-03-22. Retrieved 2022-09-27.
5. ↑  "Panthera Appoints Dr. Frédéric Launay to Lead the Global Wild Cat Conservation Organization, Succeeding Dr. Alan Rabinowitz As CEO". Panthera (به انگلیسی). Retrieved 2022-09-27.
6. ↑  Di Paola, Mike (2009-06-29). "Slaughtered Jaguars Link New York Doctors, Brazilian Ranchers". Bloomberg. Retrieved 22 May 2010.
7. ↑  "Conservationists Plan Genetic Tiger Corridor Across Asia". Big Cat Rescue (به انگلیسی). 2008-02-17. Retrieved 2022-09-28.
8. ↑  "$20 million deal signed to save Arabian leopard population". Arab News (به انگلیسی). 2019-06-09. Retrieved 2022-09-28.